# Olam International
Olam International — одна из крупнейших агрофирм в мире, входит в число крупнейших поставщиков какао-бобов, кофе, хлопка и риса на мировые рынки. Компания была основана в Нигерии в 1989 году, с 1995 года зарегистрирована в Сингапуре. Компания закупает продукцию у 4,7 млн фермеров и перепродаёт её 22 тысячам клиентов по всему миру.

## История
Компания была основана в 1989 году в Нигерии под названием Olam Nigeria Plc (номинальная штаб-квартира находилась в Лондоне). Она была создана группой Kewalram Chanrai для развития экспорта из Нигерии агропродукции. Компания начала с экспорта орехов кешью, затем ассортимент пополнился хлопком, какао-продуктами и орехами ши. В 1993—95 годах была существенно расширена география деятельности на другие страны Африки: в западной Африке Бенин, Того, Гана, Кот-д'Ивуар, Буркина-Фасо, Сенегал, Гвинея-Бисау, Камерун и Габон, в восточной Африке Танзания, Кения, Уганда, Мозамбик и Мадагаскар, а также на Индию. Расширению деятельности способствовала дерегуляция рынка сельскохозяйственной продукции.
4 июля 1995 году компания была перерегистрирована в Сингапуре под названием Olam International Limited. Она получила статус одобренной международной торговой компании, что давало право на льготную ставку налогообложения в 10 %, с 2004 года 5 %. География деятельности была расширена в Индонезию, Вьетнам, Таиланд, КНР, Папуа-Новую Гвинею, страны Ближнего Востока, центральной Азии и Бразилию.
В 2002—03 годах доли в капитале компании приобрели Russell AIF Singapore Investments Limited, Temasek Holdings и International Finance Corporation. С 2005 года компания стала публичной, войдя 11 февраля в листинг Сингапурской фондовой биржи. В 2009 году Temasek приобрёл крупный пакет акций компании, к 2014 году доведя свою долю до контрольного пакета (более 50 %). В 2015 году Mitsubishi Corporation стала вторым крупнейшим акционером, приобретя около 20 % акций.
В начале 2012 года была куплена 75-процентная доля «Русской молочной компании», одного из крупнейших производителей молока в России, расположенного в Пензенской области; в последующие годы было инвестировано до $400 млн в расширение производства. Olam International стала крупнейшим иностранным инвестором в российское молочное животноводство.
Совместно с правительством Габона корпорация основала Специальную экономическую зону «Нкок» (Nkok Special Economic Zone, NSEZ) в 2014 году.
В июне 2019 года компания увеличила свою долю в «Русмолко» до 100 %.

## Руководство
- Лим А Ду (Lim Ah Doo) — председатель правления (с 2017 года) и независимый член совета директоров (с 2016 года), ранее был президентом RGE Pte Ltd, до этого, с 1977 по 1995 год работал в Morgan Grenfell, в частности был председателем правления Morgan Grenfell (Asia) Limited.
- Санни Джордж Вергис (Sunny George Verghese) — соучредитель и главный исполнительный директор, член совета директоров с 1996 года, до создания компании в 1989 году работал в Kewalram Chanrai Group (KC Group), до этого в индийском отделении Unilever.
- Нихал Виджайя Девадас Кавиратне (Nihal Vijaya Devadas Kaviratne) — независимый член совета директоров с 2014 года, также член правления DBS Group Holdings Ltd, GlaxoSmithKline Pharmaceuticals Ltd и StarHub Ltd; с 1965 по 2005 работал в Unilever, где возглавлял различные дочерние структуры в Европе, Азии и Латинской Америке.
- Яп Чи Конг (Yap Chee Keong) — независимый член совета директоров с 2015 года, также член правления Sembcorp Industries Ltd, Shangri-La Asia Limited, The Straits Trading Company Limited, Malaysia Smelting Corporation Berhad.
- Мари Элейн Тео (Marie Elaine Teo) — независимый член совета директоров с 2015 года, ранее работала в инвестиционных компаниях, в основном в Capital Group Companies[1].

## Деятельность
В 2017 году объём продаж сельскохозяйственной продукции составил 22,5 млн тонн (в 2016 году — 14,4 млн тонн). Компания преимущественно закупает сырьё у фермеров для перепродажи крупным производителям готовой продукции, однако имеет как собственные плантации, так и собственные мощности по переработке и расфасовке, а также торговую сеть в некоторых странах Африки.
Подразделения:
- Орехи, специи и овощи — кешью, арахис, миндаль, фундук, фисташки, грецкие орехи, кунжут и бобовые, включая бобы, чечевицу и горох; перец, лук, чеснок, помидоры; оборот в 2017 году составил S$4,49 млрд, активы — S$4,05 млрд.
- Ингредиенты для кондитерской промышленности и напитков — какао и кофе; оборот — S$8,14 млрд, активы — S$6,05 млрд.
- Основные продукты питания и расфасованная продукция — рис, сахар и подсластители, зерно и комбикорма, растительные масла (в основном пальмовое масло), молочная продукция, расфасованная продукция; оборот S$9,77 млрд, активы — S$5,96 млрд.
- Промышленное сырьё, логистика и инфраструктура — хлопок, древесина, натуральный каучук, удобрения, а также логистика и инфраструктура в специальной экономической зоне Габона, совместном проекте Olam, республики Габон и Африканской финансовой корпорации (Africa Finance Corporation, AFC); оборот S$3,88 млрд, активы — S$2,91 млрд.
- Сырьевые финансовые услуги — решения по управлению рисками, работа на товарно-сырьевых и фондовых биржах, управление активами, активы — S$174 млн.

Регионы деятельности:
- Азия, Ближний Восток и Австралия (оборот — S$9,81 млрд)
- Европа (оборот — $6,78 млрд)
- Африка (оборот — S$4,85 млрд)
- Америка (оборот — S$4,82 млрд)

В списке крупнейших публичных компаний мира Forbes Global 2000 за 2018 год компания заняла 1326-е место.

### Деятельность в Африке
Olam International осуществляет деятельность в Габоне, руководствуясь принципами устойчивого развития. Деятельность компании в лесном секторе сертифицирована по стандарту FSC (Forest Stewardship Council), что подтверждает соответствие международным нормам экологически ответственного лесопользования. 
Совместно с правительством Габона корпорация основала Специальную экономическую зону «Нкок» (Nkok Special Economic Zone, NSEZ) в 2014 году. Зона специализируется на экспортно-ориентированном производстве и торговле продукцией лесопереработки. Предприятия NSEZ используют древесное сырье, заготавливаемое в лесных концессиях Olam. Для обеспечения прослеживаемости цепочек поставок внедрена цифровая система TraCev, аккредитованная международной ассоциацией ISEAL. Система фиксирует движение лесоматериалов от мест заготовки до перерабатывающих мощностей зоны.
Внедрение современных технологий обработки (включая автоматизированные линии распиловки леса и производства шпона) позволило Габону увеличить объемы экспорта готовой деревообработанной продукции. По данным на 2023 год, страна занимает лидирующие позиции в Африке по производству пиломатериалов и входит в топ-10 мировых экспортеров шпона.
В 2023 году NSEZ заключила партнёрское соглашение с компанией Roujer — сертифицированным по стандарту FSC оператором лесозаготовок. Это сотрудничество расширит сырьевую базу зоны и усилит её производственный потенциал. В 2020 году NSEZ получила премию Financial Times как лучшая промышленная зона мира в категории «Лесное хозяйство и деревообработка».

## Акционеры
Основными фактическими акционерами являются государственная инвестиционная компания Сингапура Temasek Holdings (53,8 %), Mitsubishi Corporation (17,5 %), Kewalram Chanrai Group (7,1 %), руководство компании (6,3 %). Номинальными крупнейшими акционерами являются:
- Temasek Holdings — 53,81 %
- HSBC (Singapore) Nominees Pte Ltd — 18,00 %
- Citibank Nominees Singapore Pte Ltd — 11,37 %
- Kewalram Singapore Ltd — 7,05 %
- DBS Nominees (Private) Ltd — 2,16 %
- Raffles Nominees (Pte) Ltd — 2,12 %
- Daiwa Capital Markets Singapore Ltd — 1,58 %
- UOB Kay Hian Private Ltd — 0,35 %
- ABN Amro Clearing Bank N.V. — 0,17 %
- Maybank Kim Eng Securities Pte. Ltd — 0,15 %
- OCBC Securities Private Ltd — 0,14 %
- United Overseas Bank Nominees (Private) Ltd — 0,14 %
- DB Nominees (Singapore) Pte Ltd — 0,13 %
- Morgan Stanley Asia (Singapore) Securities Pte Ltd — 0,11 %

## Критика
Olam, наряду с другими компаниями, такими как Cargill и Barry Callebaut, подвергалась критике за закупку сельскохозяйственной продукции, выращенной в национальных парках и других охраняемых законом территориях, таким образом поощряя практику вырубки девственных лесов в таких странах, как Кот-д'Ивуар, Гана, Нигерия, Индонезия и Бразилия. Согласно расследованию, проведённому неправительственной организацией Mighty Earth и опубликованному в сентябре 2017 года, семь из 23 национальных парков Кот-д'Ивуара почти полностью были разработаны под выращивание какао-бобов, что привело к сокращению популяции слонов с нескольких сотен тысяч до нескольких сотен, а также к сокращению популяции приматов. Помимо экологического аспекта доклад организации также отмечал неравномерность распределения выручки от продажи шоколада — из $100 млрд оборота шоколадной индустрии 44 % проходится на розничную торговлю, 35 % на производителей шоколада, таких как The Hershey Company, Mars, Mondelēz International, Ferrero, Nestlé и Cadbury, на фермеров, выращивающих какао-бобы — 6,6 %. Крайне низкие доходы фермеров (60—80 центов в день) приводят к применению на фермах в развивающихся странах детского и рабского труда. Годом ранее отчёт той же организации раскрыл массовую вырубку (26 тысяч гектаров) лесов в Габоне под плантации пальмового масла и каучуконосов.

## Дочерние компании
- Австралия: Olam Orchards Australia Pty Ltd (100 %); Queensland Cotton Holdings Pty Ltd (100 %)
- Аргентина: Olam Argentina S.A. (100 %)
- Бразилия: Olam Brasil Ltda (100 %)
- Великобритания: Olam Europe Limited (100 %); Olam International UK Limited (100 %)
- Вьетнам: Olam Vietnam Limited (100 %); Café Outspan Vietnam Limited (100 %)
- Габон: Gabon Fertilizer Company SA (60 %); Olam Palm Gabon SA (60 %); Olam Rubber Gabon SA (60 %); Gabon Special Economic Zone SA (40,49 %)
- Гана: Olam Ghana Limited (100 %); Olam Cocoa Processing Ghana Limited (100 %); Nutrifoods Ghana Limited (75 %)
- Германия: Olam Cocoa Deutschland GmbH (100 %)
- Египет: Dehydro Foods S.A.E. (100 %)
- Индия: Olam Enterprises India Private Limited (100 %)
- Индонезия: PT Olam Indonesia (100 %)
- Испания: Seda Outspan Iberia S.L. (100 %)
- Камерун: Olam Cam SA (100 %)
- Республика Конго: Congolaise Industrielle des Bois SA (100 %)
- Кот-д’Ивуар: Olam Ivoire SA (100 %); Outspan Ivoire SA (100 %); Olam Cocoa Processing Cote d’Ivoire (100 %); Olam Cocoa Ivoire SA (100 %)
- Мозамбик: Olam Moçambique, Limitada (100 %); Fasorel Sarl (100 %)
- Нигерия: Olam Nigeria Limited (100 %); Crown Flour Mills Limited (100 %); Quintessential Foods Nigeria Limited (100 %); OK Foods Limited (75 %); Caraway Nigeria Africa Limited (75 %); Olam Sanyo Foods Limited (75 %)
- Нидерланды: Olam Cocoa B.V. (100 %); Olam Holdings B.V. (100 %)
- Новая Зеландия: NZ Farming Systems Uruguay Limited (100 %); Open Country Dairy Limited (15,19 %)
- ОАЭ: Panasia International FZCO (100 %); Acacia Investment Limited (100 %)
- Россия: LLC Outspan International (100 %); ООО «Русская молочная компания» (93 %)
- Сингапур: Olam Cocoa Pte Limited (100 %); Caraway Pte Ltd (75 %); Nauvu Investments Pte Ltd (50 %); Far East Agri Pte Ltd (50 %)
- США: Olam Holdings Inc (100 %)
- Турция: Progida Tarim Űrűnleri Sanayi ve Ticaret A.Ş. (100 %); Progida Pazarlama A.Ş. (100 %)
- Украина: LLC Olam Ukraine
- Швейцария: tt Timber International AG (100 %); Olam Suisse Sarl (100 %)
- ЮАР: Olam South Africa (Proprietary) Limited (100 %)